# Dienstflagge der Seestreitkräfte der Bundeswehr

Dienstflagge der Seestreitkräfte der Bundeswehr

Zum Vergleich: Dienstflagge der Bundesbehörden (Bundesdienstflagge) der Bundesrepublik Deutschland

Die Dienstflagge der Seestreitkräfte der Bundeswehr wurde mit Anordnung vom 25. Mai 1956 (BGBl. S. 447) die Bundesdienstflagge in der Form eines Doppelstanders von Bundespräsident Theodor Heuss bestimmt.

## Anordnung

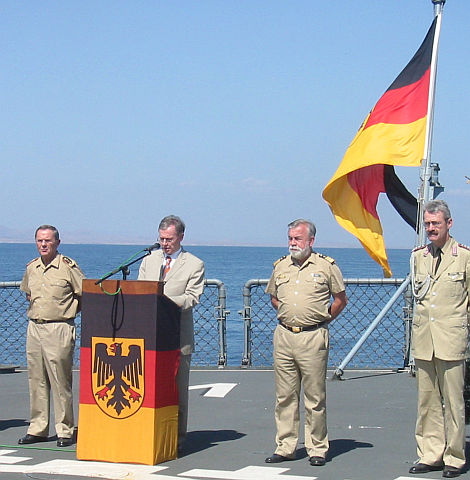
„Bundesdienstflagge“ am Rednerpult und „Bundesdienstflagge der Seestreitkräfte“: Ansprache des damaligen Bundespräsidenten Horst Köhler bei einem Auslandseinsatz der Bundeswehr 2004

Die „Anordnung des Bundespräsidenten über die Dienstflagge der Seestreitkräfte der Bundeswehr“ (BPräsFlaggenAnO) vom 25. Mai 1956, wurde im Bundesgesetzblatt, Teil III, Gliederungsnummer 1130-5 (Textnachweis Geltung ab: 1. Januar 1964) veröffentlicht. Darin heißt es:
Unterzeichnet ist die Anordnung von Bundespräsident Theodor Heuss, Bundeskanzler Konrad Adenauer und dem Bundesminister für Verteidigung Theodor Blank.

## Vorschriften

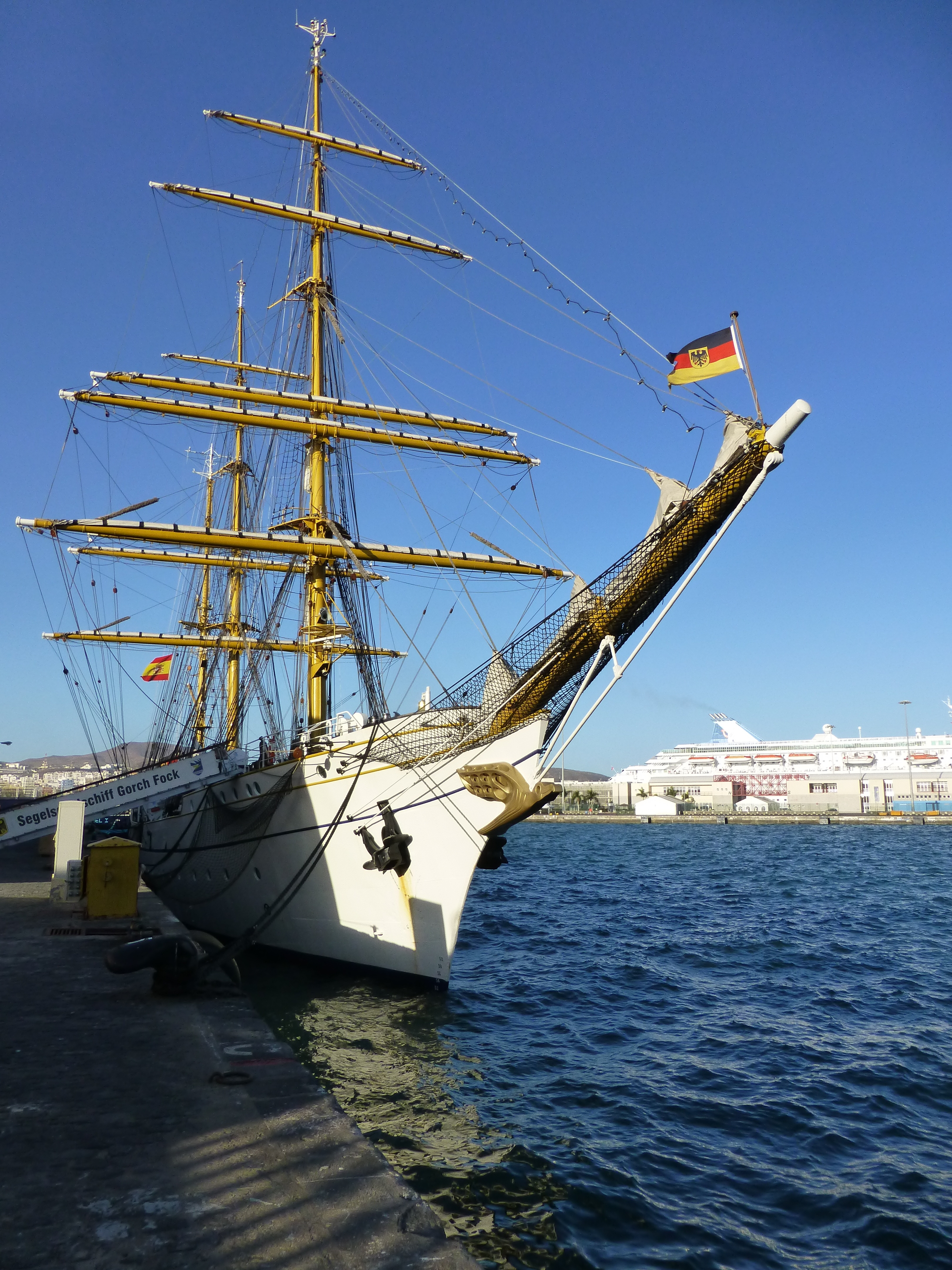
„Dienstflagge der Seestreitkräfte“ als Gösch am Bug der Gorch Fock. Zu Ehren des Gastlandes ist im Hintergrund die Flagge Spaniens gesetzt.

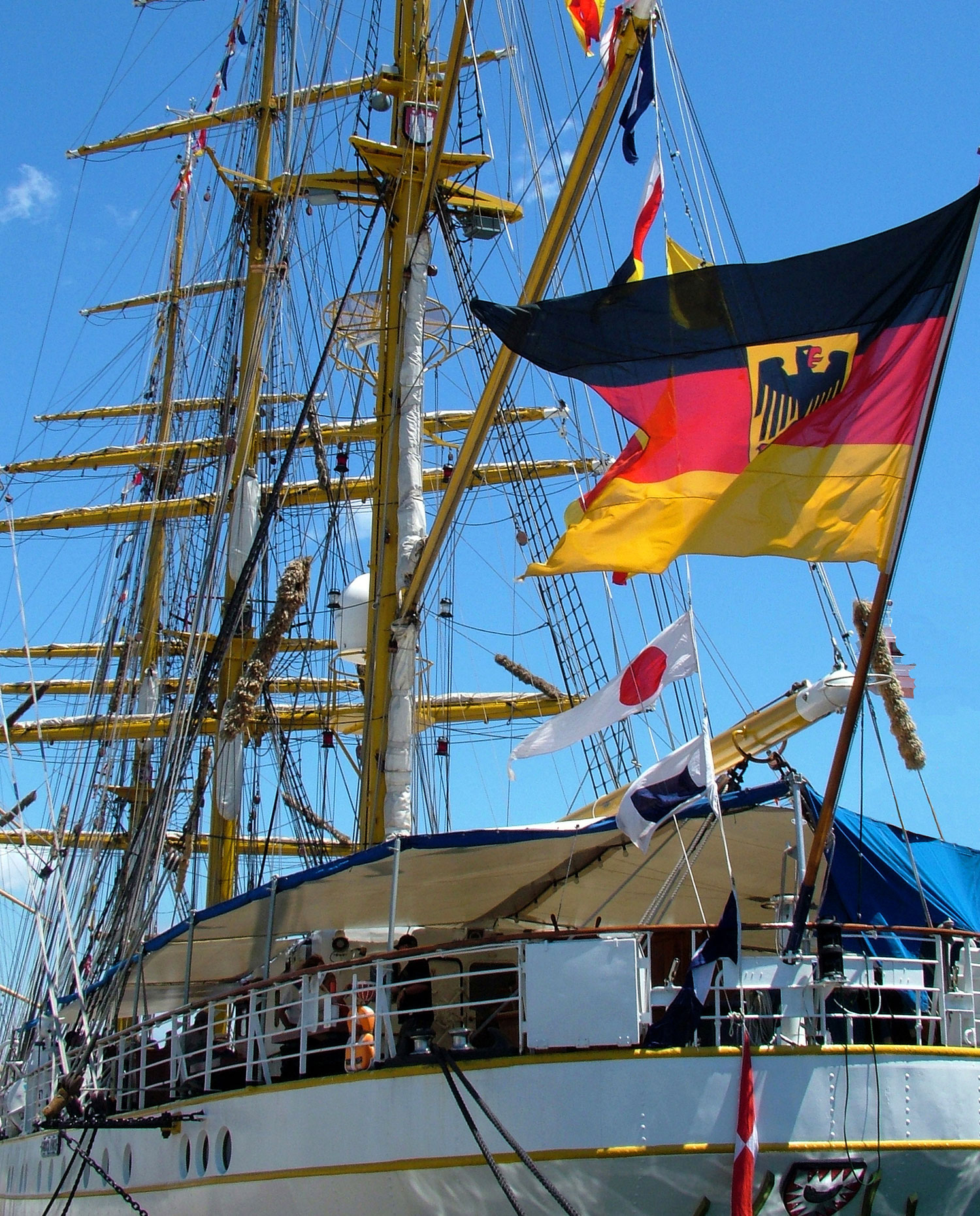
„Dienstflagge der Seestreitkräfte“ am Heck der Gorch Fock.

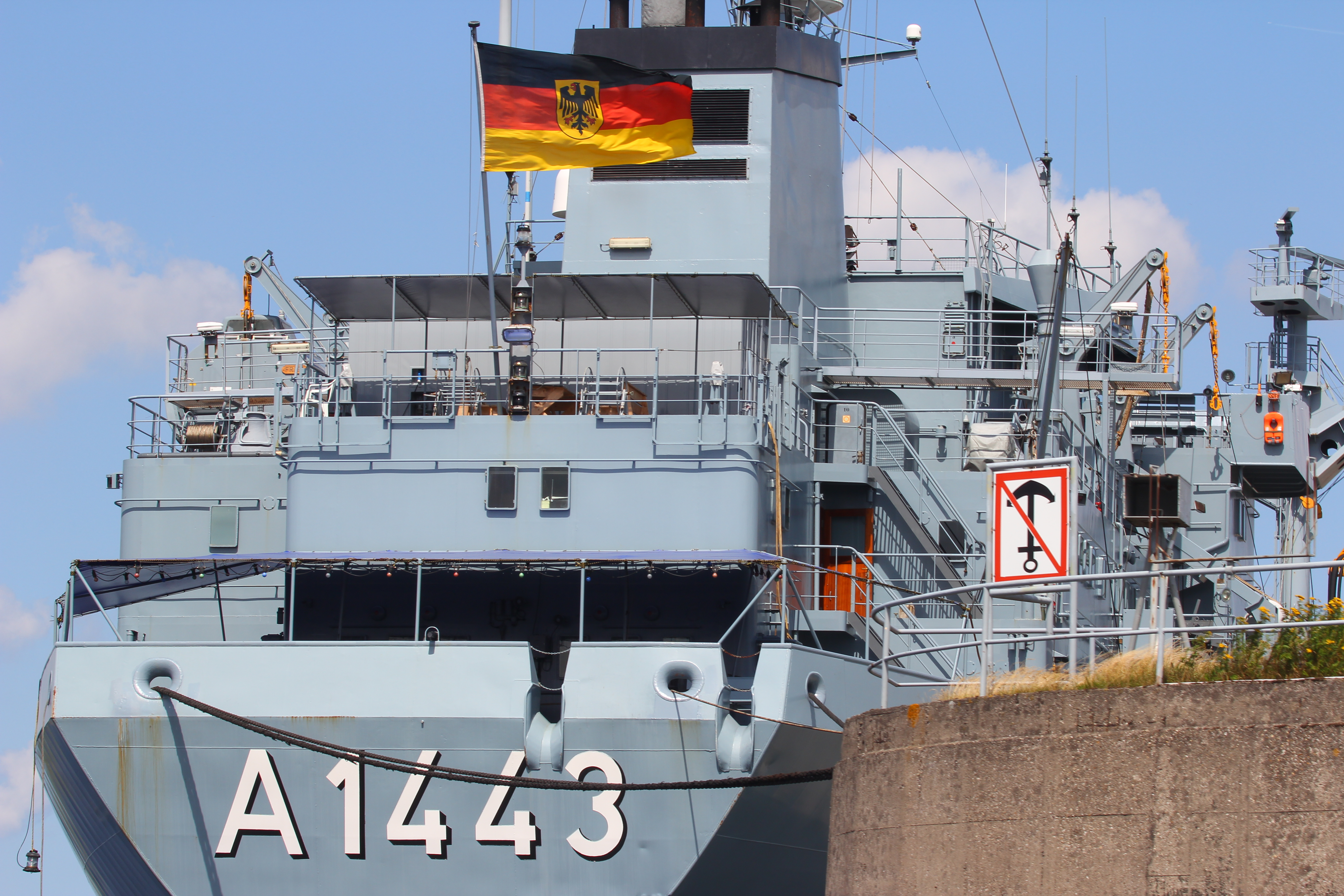
Tanker Rhön mit „Dienstflagge der Bundesbehörden“

Die Beflaggung der Schiffe und Boote ist in der Marinedienstvorschrift (MDv) 161/1 „Flaggen-, Salut- und Besuchsordnung für Schiffe/Boote der Bundeswehr (FlaSBO)“ in der Fassung vom 28. November 2005 geregelt. Sie enthält Bestimmungen über das Führen von Flaggen nach den internationalen Gebräuchen an Bord von Kriegs- und Hilfsschiffen der Marine. Für Landdienststellen der Marine gilt die Zentralrichtlinie A2-2630/0-0-3 „Militärische Formen und Feiern der Bundeswehr“ (ehemals ZDv 10/8).
Die Dienstflagge der Seestreitkräfte und die Bundesdienstflagge werden in verkleinerter Form auf den zu ihrer Führung berechtigten Schiffen und Booten als Gösch (Bugflagge) gesetzt. Kriegsschiffe, die landfest oder verankert sind, setzen die Dienstflagge der Seestreitkräfte an Gösch und Heck von 07:00 Uhr im Sommerhalbjahr April bis September beziehungsweise 08:00 Uhr im Winterhalbjahr Oktober bis März bis Sonnenuntergang, spätestens bis 20:00 Uhr. Kriegsschiffe in Fahrt führen stets, auch bei Dunkelheit, die Dienstflagge der Seestreitkräfte an der Gaffel, bzw. dem Signalmasten. Gösch und Heck werden nach Beendigung „Leinen los“ oder „Anker auf“ niedergeholt und im selben Moment die Gaffelflagge vorgeheißt (gehisst).
Zivil besetzte Hilfsschiffe der Marine führen die normale Bundesdienstflagge.

## Vorbilder
Die Bundeswehr verließ mit der Form des Doppelstander die rechteckige Tradition der deutschen Kriegs- respektive Dienstflaggen (Reichskriegsflagge) der Reichs- und Bundesflotte (Marine des Norddeutschen Bundes) sowie des Kaiserreichs (Kaiserliche Marine) und später des Deutschen Reiches (Reichsmarine und Kriegsmarine).
Als Erfinder gab sich Vizeadmiral Friedrich Ruge aus, der erste Inspekteur der Bundesmarine.

„Anlässlich der Übernahme der ersten Boote von den Amerikanern in Bremerhaven hielt ich eine Ansprache; dann wurde die Bundesflagge gehisst: Schwarz-Rot-Gold mit dem Bundesadler im Wappenschild in der Mitte. Als Unterschied von der Bundesdienstflagge hatte ich auf eigene Faust angeordnet, dass die Flagge gezackt war wie die der nordischen Kriegsmarinen. Dazu hat sich niemals jemand geäußert …“

Andere Informationen weisen jedoch Fregattenkapitän Theodor von Mutius als Entwerfer der Seeflagge aus. Dieser war zum entsprechenden Zeitpunkt in der Abteilung VII–Marine, Referat Innere Führung, des Bundesministeriums für Verteidigung tätig.
Vermutlich standen bei der Wahl der Form für die Seeflagge drei Aspekte „Pate“:
- das für die Europäische Verteidigungsgemeinschaft vorgesehene Muster
- der traditionsreiche Doppelstander der nordischen Marinen
- die Kriegsflagge der Preußischen Marine.

Bereits von 1946 bis 1949 gab es durch Anordnung des Alliierten Kontrollrat im Kontrollratsgesetz Nr. 39 das alle deutschen (Handels-)Schiffe zur Identifikation die internationale Signalflagge des Buchstabens „C“ mit einem dreieckigen Ausschnitt zu führen hätten, den sogenannten C-Doppelstander. Die Farben blau, weiß und rot repräsentieren dabei die Nationalfarben der vier Alliierten: Vereinigte Staaten, Vereinigtes Königreich, Frankreich und die Sowjetunion. Dieser Stander durfte auf See nicht gegrüßt werden, bzw. es durften ihm keine Ehrenbezeugungen erwiesen werden.

Preußische Seekriegsflagge seit 1850
C‑Doppelstander; Erkennungsflagge für deutsche Handelsschiffe 1946–1949

Doppelstander der nordischen Marinen
Königliche Dänische Marine
Norwegische Marine
Schwedische Marine
Finnische Marine (1920–1978)

## Siehe auch

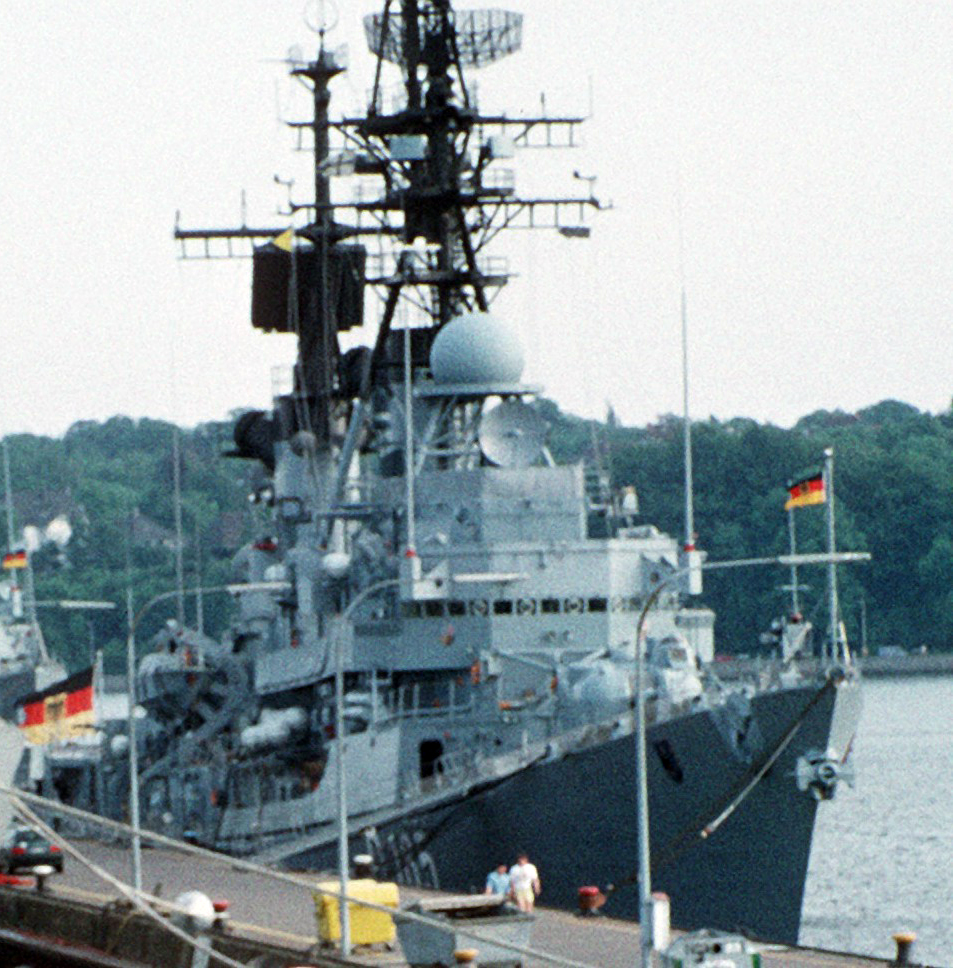
Die Dienstflagge der Seestreitkräfte der Bundeswehr ist vorne als Gösch (Bugflagge) in klein sowie in groß hinten am Heck des Zerstörers Lütjens gut zu erkennen.